# 吳明欽
吳明欽（英語：Ng Ming-yam，1955年4月13日—1992年6月22日），曾經是「三料議員」，集區議員、區域市政局議員、香港立法局議員於一身，亦是香港首位遇襲的區議員。

## 生平
吳明欽早年與二兄一弟跟隨母親從廣東汕頭偷渡來港與父親團聚，定居長沙灣廉租屋邨長沙灣邨。他就讀住所附近的長沙灣官立小學及九龍工業學校，與填詞人向雪懷為中學同級同學。1981年畢業於香港中文大學（1977年入讀），主修哲學，副修歷史。同年至1982年在香港中文大學教育學院修讀教育文憑，1983年至1987年則於研究院完成教育碩士學位。
在1985年香港區議會選舉中，吳明欽夥拍同為匯點成員的朱偉彬參選屯門區議會大興選區，並擊敗尋求連任的鄉事派人士聶澤棠當選，最終由吳朱二人各自以多於四千票當選，得票大大多於其他候選人。1988年香港區議會選舉，吳明欽及朱偉彬同以匯點的名義爭取連任，吳朱二人仍各自以多於四千票當選，當中吳明欽的4,905票區議會個人得票記錄至2019年香港區議會選舉由港同盟改組的民主黨沙田區議會資深議員鄭則文打破（6,824票）；1986年開始出任區域市政局議員；1987年完成香港中文大學教育碩士；1989年當選為香港十大傑出青年。1991年他聯同黃偉賢在新界西參選香港立法局選舉，最後吳明欽以高票當選，黃偉賢則敗於戴展華之下，吳明欽成為香港首批民主派立法局直選議員。吳明欽其後更連任區域市政局議員及當選立法局新界西直選議員，風頭一時無兩。
1991年香港區議會選舉，吳明欽改以港同盟身份參選，並與黨友吳潤清一同競選，議席同時亦有馮景光及郭強爭奪，結果繼續由吳明欽以多於四千六百票當選連任，吳潤清得二千九百幾票而當選，另外二人只得一千多票。
吳明欽原為小學及中學教師，曾任教佛教黃筱偉紀念學校（原校舍現為道教青松小學 (湖景邨)）和佛教沈香林紀念中學（1982年入職），當時他紮根屯門大興邨，與時為同屬港同盟的民主黨黨員李永達為同事。當選區議員不久的1985年10月11日於大興邨遭3名手持水喉鐵通的男子襲擊受傷，懷疑與地區糾紛有關。
吳明欽植根屯門，七次參選各級選舉皆獲勝。然而，1992年2月發現患上血癌，被送到瑪麗醫院進行骨髓移植手術，但出現併發症，於同年6月22日病逝，終年37歲。區議會需於1992年10月11日進行補選以填補其空缺。何杏梅代表港同盟參選是次區議會補選，並以2,355票擊敗另外兩位候選人於大興選區當選。港同盟派何俊仁爭奪吳明欽逝世後遺留下來的立法局議席，但敗於鄉事派候選人鄧兆棠。

## 區域市政局選舉
香港政府在1985年4月在新界地區成立臨時區域議局，並在1986年4月1日成立正式區域市政局，其中大興邨在區域市政局選舉分區中，屬於屯門西選區。
歷屆區域市政局選舉屯門西選區結果
| 選舉年份 | 當選人     | 當選人 | 其他候選人     | 其他候選人 | 其他候選人     | 其他候選人 |
| 選舉年份 | 當選人姓名 | 得票   | 其他候選人姓名 | 得票       | 其他候選人姓名 | 得票       |
| -------- | ---------- | ------ | -------------- | ---------- | -------------- | ---------- |
| 1985     | 吳明欽     |        |                |            |                |            |
| 1986     | 吳明欽     | 14,795 | 溫瑞玲         | 4,765      | -              | -          |
| 1989     | 吳明欽     | 9,573  | 王健康         | 4,785      | -              | -          |
| 1991     | 吳明欽     | 14,010 | 李概俠         | 3,736      | -              | -          |
| 1992     | 嚴天生     | 7,629  | 李文光         | 6,839      | 梁健文         | 4,343      |
| 1995     | 嚴天生     | 8,278  | 宋景輝         | 1,481      | -              | -          |
| 1997     | 何俊仁     |        |                |            |                |            |

## 歷屆區議會選舉結果
| 政党   | 政党   | 候选人 | 票数  | %     | ±      |
| ------ | ------ | ------ | ----- | ----- | ------ |
|        | 港同盟 | 吳明欽 | 4,608 | 46.32 | 不適用 |
|        | 港同盟 | 吳潤清 | 2,919 | 29.34 | 不適用 |
|        | 獨立   | 馮景光 | 1,278 | 12.85 | 不適用 |
|        | 獨立   | 郭強   | 1,144 | 11.50 | 不適用 |
| 多数票 | 多数票 | 多数票 | 1,641 | 16.49 | 不適用 |

| 政党   | 政党   | 候选人 | 票数  | %     | ±      |
| ------ | ------ | ------ | ----- | ----- | ------ |
|        | 匯點   | 吳明欽 | 4,905 | 43.38 | 不適用 |
|        | 匯點   | 朱偉彬 | 4,366 | 38.61 | 不適用 |
|        | 獨立   | 聶澤棠 | 1,283 | 11.35 | 不適用 |
|        | 獨立   | 邱嘉祥 | 753   | 6.66  | 不適用 |
| 多数票 | 多数票 | 多数票 | 3,083 | 27.27 | 不適用 |

| 政党   | 政党            | 候选人 | 票数  | %     | ±      |
| ------ | --------------- | ------ | ----- | ----- | ------ |
|        | 匯點/公屋評議會 | 吳明欽 | 4,740 | 37.87 | 不適用 |
|        | 公屋評議會      | 朱偉彬 | 4,097 | 32.73 | 不適用 |
|        | 獨立            | 聶澤棠 | 2,720 | 21.73 | 不適用 |
|        | 獨立            | 林銳   | 806   | 6.44  | 不適用 |
|        | 獨立            | 冼爐生 | 153   | 1.22  | 不適用 |
| 多数票 | 多数票          | 多数票 | 1,377 | 11.00 | 不適用 |

## 家庭
吳明欽胞弟為資深銀行家、香港浸會大學客座教授吳明德。

吳明欽已婚，育有二名子女，其一為女兒吳思諾（Senia）於2014年成為執業大律師。他的妻子是卞美雲，二人在香港中文大學求學時相識。

## 作品列表
- 《燃點此生》（1992年），突破出版社。
- 《昨天的努力，明天的見證》（1992年），突破出版社。

## 資料來源
1. 1 2  . 蘋果日報. 2021-01-30  [2021-04-27]. （原始内容存档于2021-05-04）.
2. 1 2 3 4 5  Kevin Sinclair (编).  4. Who's Who in Hong Kong Ltd.、Asianet Information Services Ltd. 1988: 299.
3. ↑  雷競璇、沈國祥 (编). . 香港: 香港中文大學香港亞太研究所. 1995年: 186. ISBN 962-441-519-6.

## 外部連結
- 《香港選舉資料匯編：1982年-1994年》 雷競璇 沈國祥編 1995年出版 ISBN 962-441-519-6

| 議會席位 | 議會席位                                               | 議會席位      |
| -------- | ------------------------------------------------------ | ------------- |
| 新頭銜   | 屯門區議會 大興選區區議員 1985年10月1日－1992年6月22日 | 繼任： 何杏梅 |
| 新頭銜   | 區域市政局 屯門西選區議員 1985年4月1日－1992年6月22日  | 繼任： 嚴天生 |